# Procris archboldiana
Procris archboldiana är en nässelväxtart som beskrevs av Albert Charles Smith. Procris archboldiana ingår i släktet Procris och familjen nässelväxter. Inga underarter finns listade i Catalogue of Life.